# Fedor Ivanov
Fedor Ivanov (* 1. Dezember 2000 in Turku) ist ein finnischer Volleyballspieler.

## Karriere
Ivanov begann seine Karriere bei Pielaveden Sampo. Außerdem spielte er für Maaningan Mahti. 2018 wechselte der Zuspieler zu Savo Volley. 2022 wurde er vom deutschen Bundesligisten Helios Grizzlys Giesen verpflichtet. In der Saison 2022/23 erreichte er mit dem Verein das Halbfinale im DVV-Pokal und das Playoff-Viertelfinale in der Bundesliga. Auch 2023/24 spielte Ivanov für Giesen bevor er nach Frankreich zu Saint-Nazaire Volley-Ball Atlantique. Seit der Saison 2025/26 spielt Ivanov in Berlin.  